# Ljudmila Aksionova
Ljudmila Aksionova (Людмила Василівна Аксенова), född den 23 april 1947 i Sevastopol, Ryska SFSR, Sovjetunionen, är en sovjetisk friidrottare inom kortdistanslöpning.
Han tog OS-brons på 4 x 400 meter vid friidrottstävlingarna 1976 i Montréal.